# Muzeum Ziemi Leżajskiej
Muzeum Ziemi Leżajskiej – muzeum regionalne obejmujące kilka obiektów na terenie miasta Leżajska, z siedzibą w XVIII-wiecznym Dworze Starościńskim.

## Historia powstania
W 2004 roku z inicjatywy starostwa leżajskiego Zbigniewa Rynasiewicza zespół Dworu Starościńskiego został przejęty od miasta w celu utworzenia muzeum regionalnego. 2 lutego 2005 r. Starostwo Powiatowe w Leżajsku złożyło w Ministerstwie Gospodarki i Pracy projekt w ramach Zintegrowanego Programu Operacyjnego Rozwoju Regionalnego pod nazwą Rewaloryzacja Dworu Starościńskiego oraz murów i baszt Klasztoru OO. Bernardynów w Leżajsku. W ramach tego projektu odnowionych zostało łącznie dziewięć budynków i budowli zabytkowych na terenie Leżajska o łącznej powierzchni użytkowej 2029,50 m² i kubaturze 14 738,60 m³. Wyremontowane obiekty znajdują się pod ścisłą ochroną konserwatorską jako obiekty o znacznych wartościach historycznych, architektonicznych i widokowych. 
W przejętym przez powiat leżajski w 2004 r. obiekcie Dworu Starościńskiego prowadzone były od marca 2006 r. prace remontowe, zakończone odbiorem obiektów 30 listopada 2007 r. Równolegle do prac remontowych prowadzone były prace organizacyjne związane z powołaniem Muzeum. Pełnomocnikiem ds. Muzeum został Andrzej Chmura, a do głównych jego zadań przygotowanie niezbędnych dokumentów do prawnego funkcjonowania Muzeum Ziemi Leżajskiej. W okresie tym wypracowana została koncepcja funkcjonowania Muzeum, oparta na wielokulturowości Ziemi Leżajskiej na przestrzeni wieków. 

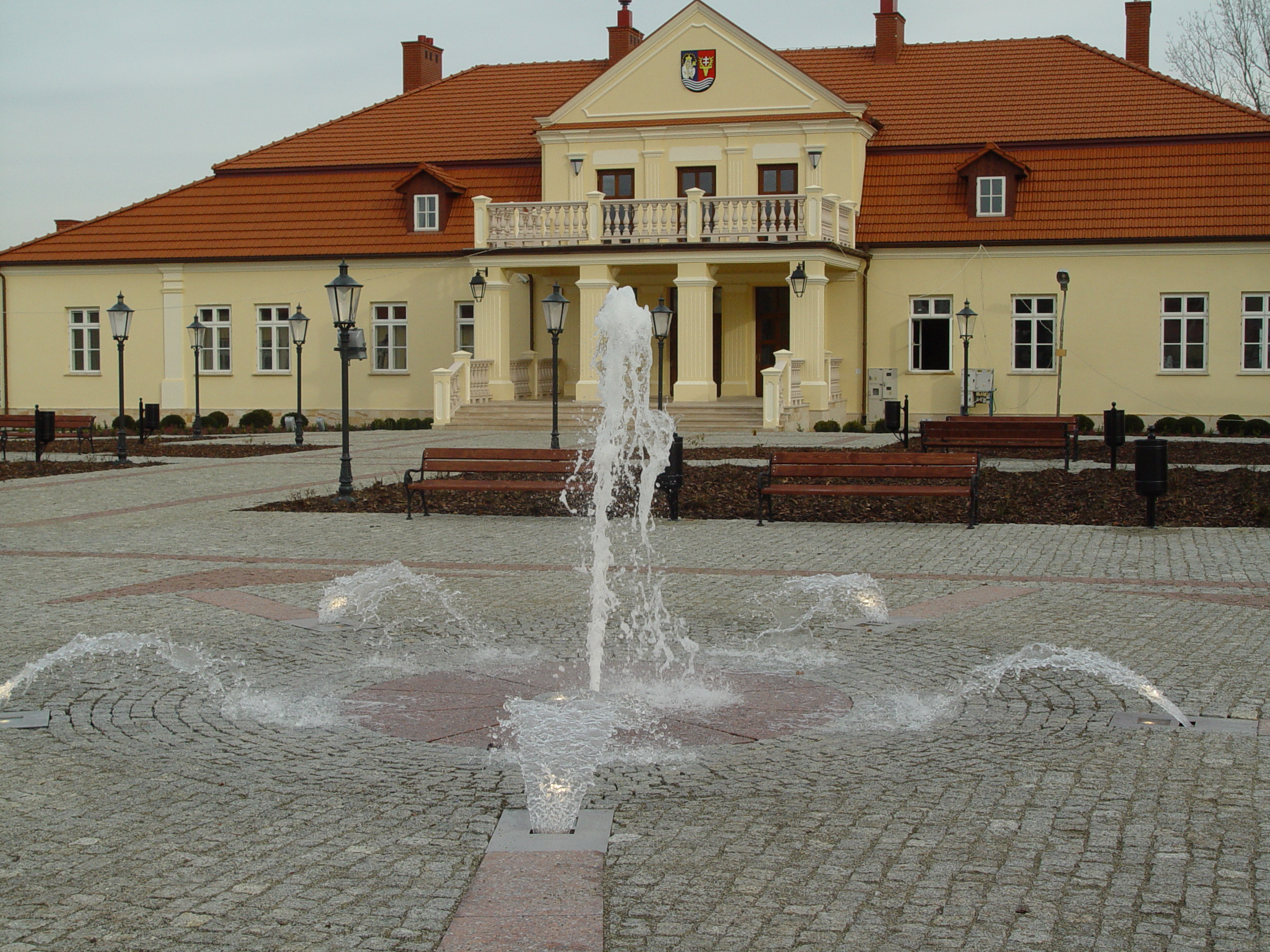
Dwór Starościński

12 listopada 2007 r. Rada Powiatu Leżajskiego uchwałą nr XVI/123/07 powołała Muzeum Ziemi Leżajskiej i nadała mu statut muzeum w organizacji. Muzeum Ziemi Leżajskiej, będące samorządową instytucją kultury, powstało formalnie 1 stycznia 2008 r. jako jednostka organizacyjna powiatu leżajskiego. W wyniku przeprowadzonego przez Zarząd Powiatu Leżajskiego konkursu 8 stycznia 2008 r. na stanowisko dyrektora Muzeum powołany został Andrzej Chmura.

## Działalność
Powołanie dyrektora rozpoczęło etap formalno-prawnego organizowania działalności Muzeum. 9 stycznia 2008 r. dokonany został wpis do rejestru instytucji kultury prowadzonego przez starostę leżajskiego. 
Muzeum posiada cztery ekspozycje:
- Ekspozycję Browarnictwa
- Ekspozycję Etnograficzno-Zabawkarską
- Ekspozycję Historyczną Ziemi Leżajskiej.
- Ekspozycję Archeologii i Dziejów Staropolskich Ziemi Leżajskiej

Działalność Muzeum urozmaicają wystawy czasowe, wykłady, seminaria popularnonaukowe oraz projekcje filmowe. Dla dzieci Muzeum organizuje lekcje muzealne połączone z warsztatami ceramicznymi. Podczas zwiedzania Muzeum dla turystów udostępnione są również podziemia Dworu Starościńskiego.